# Сабинин, Сергей Константинович
Серге́й Константи́нович Саби́нин (19 ноября 1966, Москва) — советский и российский музыкант, музыкальный продюсер и композитор. 
Известен работой со многими российскими музыкальными коллективами. В качестве гитариста принял участие в записи альбомов групп Центр, Монгол Шуудан, Ва-Банкъ, Soft Animals. Участвовал в гастрольных турах в качестве гитариста и руководителя группы  Джоанны Стингрей. Автор музыки для рекламы и кино. Основатель международного музыкального проекта Системы (Systemy).

## Биография
Первый музыкальный коллектив основал еще в школе. По собственному признанию, группа была вполне профессиональной и работала на танцевальных вечерах.
С конца 1980-х — гитарист группы Центр.
Летом 1992 года присоединился к группе Монгол Шуудан. В том же году группа записала свой лучший альбом «Собачья чушь», а Сабинин — в качестве приглашенного гитариста — принял участие в записи акустического альбома группы Ва-банкъ «На кухне».
В 1994 году перешёл в группу Soft Animals. 
В 1997 году основал собственный проект «Systemы» (в настоящее время — Systemy, ранее — Системы). Первый альбом «Systemы» — «Спутники-шпионы» — был издан на студии ОРТ-Рекордс.
В начале 2000-х работал в качестве композитора в кино и рекламе.
В 2017 году реанимировал проект «Системы», пригласив для записи альбома «Сердце Северного сияния» 12 музыкантов из 4 стран.
Лидер группы Браво  Евгений Хавтан назвал альбом «Сердце Северного сияния» «лучшим, что он услышал в этом году от отечественного производителя».
В октябре 2018 года в рамках проекта Systemy вышел альбом Sweet Vertigo.

## Дискография

### Альбомы проекта Systemy
- 1997 — Спутники-шпионы
- 2017 — Сердце Северного Сияния
- 2018 — Sweet Vertigo

### Записи с другими музыкантами
- Группа Центр — Дитятя (1988)
- Группа Центр — От звонка до звонка (1989)
- Группа Центр — Сделано в Париже (1989)
- Группа Монгол Шуудан — Собачья чушь (1992)
- Группа Ва-Банкъ — На кухне (1992)
- Группа Soft Animals — Conquest of the Arctic (1995)
- Группа Центр — Брюлик (1995)
- Солдат Семёнов — План спасения Константинополя ( 1996)
- Солдат Семёнов — Ни Шагу Назад! (1997)
- Солдат Семёнов — Силовые Поля Тишины (1998)
- Солдат Семёнов — Параллельные действия (2000)